# Mérulaxe du matorral
Espèce
Statut de conservation UICN

 LC  : Préoccupation mineure
Le Mérulaxe du matorral (Scytalopus griseicollis) est une espèce de passereaux de la famille des Rhinocryptidae présente en Amérique du Sud (Bolivie, Colombie, Équateur, Pérou et Venezuela).